# Atemnus niger
Espèce
Atemnus niger est une espèce de pseudoscorpions de la famille des Atemnidae.

## Distribution
Cette espèce est endémique du Xinjiang en Chine.

## Publication originale
- Zhao, Gao & Zhang, 2020 : «  : « Two new Atemnus species (Pseudoscorpiones: Atemnidae) from Xinjiang, China. » Zootaxa, no 4869(2), p. 264-274.